# ヒシカイワリ
ヒシカイワリ（学名: Ulua mentalis）はアジ科に属する海水魚である。インド洋、太平洋の熱帯、亜熱帯域に広く分布し、生息域は西はモザンビークやマダガスカル、東は日本やオーストラリア北部にまで広がっている。最大で全長1mに達した記録のある大型種である。突き出ている下あごや、鰓篩が伸長すること、舌上に絨毛状歯がみられないことなどで他種と区別することができる。沿岸性の種であり、岩礁やサンゴ礁、エスチュアリーなどでみられる。主に魚や甲殻類を捕食する。繁殖や成長の過程についてはほとんど分かっていない。漁業における重要性は高くないが、エビや魚を狙ったトロール漁でしばしば混獲される。釣り人によって釣られることもある。

## 分類
ヒシカイワリはスズキ目アジ科のヒシカイワリ属(Ulua)に属する二種のうちの一種である。
本種は1833年にフランスの博物学者ジョルジュ・キュヴィエによってはじめて記載された。ホロタイプは紅海、エリトリアのマッサワ近海で採集された標本であった。キュヴィエは本種をCaranx mentalisと命名し、ギンガメアジ属(Caranx)に分類した。種小名のmentalisはラテン語で「あご」を意味する単語に由来する。1908年にはアメリカの魚類学者デイビッド・スター・ジョーダンとJohn Otterbein SnyderがUlua richardsoniという種を記載し、ヒシカイワリ属(Ulua)を創設した。 その後の研究によってこの属への分類は正しいことが分かったが、U. richardsoniという学名については国際動物命名規約に基づき本種の後行シノニムとされている。ほかに1833年から1908年までの間に本種は三度再記載されている。そのいずれも現在では後行シノニムとされるが、Caranx mandibularisという学名については一般に使われていたことがある。
本種にはかつて「ヒシカイワリ」と「ウルアアジ」という二つの和名が提案されていたが、2007年に本種が日本から初記録された際に前者が標準和名として認められた。英名には"longrakered trevally"や"heavyjawed kingfish"、そして主にオーストラリアで使われている"cale cale trevally"がある。

## 形態

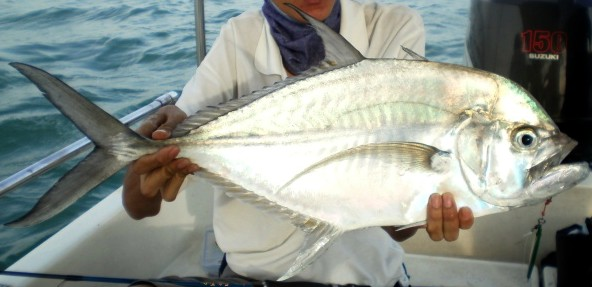
下顎が突き出ていることが本種の特徴である。

ヒシカイワリは大型魚であり、記録では最大で全長1mに達するとされる。しかしながら通常よくみられるのは全長60cm以下の個体である。同科のヨロイアジ属やギンガメアジ属の種と似て、側偏した楕円形の体型をもち、加齢とともに頭部は丸みを帯びる。下顎は上顎よりも突き出しており、この傾向は成長とともに強まる。両顎には絨毛状歯からなる幅の狭い歯列が存在する。舌上には歯状の突起はなく、この特徴により同属のUlua aurochsと区別される。鰓篩も特徴的で、口内の舌付近まで伸長し羽毛状になっている。鰓篩数は合計で74から86である。眼には脂瞼（透明な瞼状の部分）が発達している。背鰭は2つの部分にわかれている。第一背鰭には7本から8本の棘条が存在し、第二背鰭には1本の棘条と20本から22本の軟条が存在する。臀鰭は、2本の棘条が前方に分離し、その後ろに1本の棘条とそれに続く16本から18本の軟条が存在する。第二背鰭と臀鰭の軟条部は伸長し、若魚ではフィラメント状になることもある。背鰭は特に長く、時として尾鰭の近くまで伸長する。胸鰭はかま状になっており、側線の直線部と曲線部の境界近くまで伸長する。側線は前方でやや湾曲する。側線の直線部には0から5の鱗と、それに続き26から38の稜鱗（アジ亜科に独特の鱗）が存在する。胸部には鱗がない。椎骨数は24である。
本種の背部は青緑色からオリーブ色を帯びた緑色で、腹部にかけて銀白色となる。大型個体では鰓蓋上部に黒い班が広がるが、小型個体では斑は薄いか存在しない。鰓蓋、下顎、口内、舌はすべて小型の標本では銀色である。第一背鰭は灰色、第二背鰭と臀鰭は灰色からわずかに黄色や緑青色を帯びる 大型個体では背鰭、臀鰭ともに伸長部は黒色であるが、小型個体では背鰭の伸長部は黒色である一方臀鰭の伸長部は白色である。若魚には体に7本から8本の垂直な縞が入ることがある。

## 分布
ヒシカイワリはインド洋、西太平洋の熱帯、亜熱帯域にひろく生息する。インド洋においては生息域は南のモザンビーク、マダガスカルから、北に紅海、ペルシャ湾へと伸び、東のインド、東南アジア、そしてインドネシアに広がっている。セーシェルやモルディブといった外海の島からも記録がある。西太平洋における生息域は限られており、南はオーストラリアのクイーンズランドから、北は日本から記録がある。
日本においては2007年に、鹿児島県南さつま市の沖から得られた9個体の若魚の標本に基づきはじめて記録された。この時の報告では、採集された個体は台湾あるいは中国から黒潮に乗って流されてきたものと推測された。日本近海では本種の繁殖は行われていないとみられる。
ヒシカイワリは浅い沿岸性の海域に生息し、若魚はエスチュアリーに入ることが知られている。ペルシャ湾における研究では、本種は主に水深およそ30mから50mで生活することが分かった。

## 生態

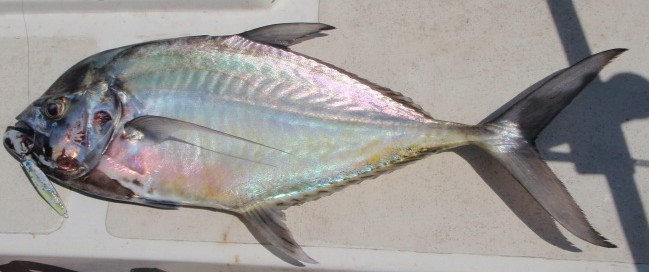
本種は釣り人によって釣られることがある。

ヒシカイワリの生態、繁殖形態についてはほとんど分かっておらず、捕食についてごくわずかな研究がなされているのみである。モザンビークにおいて、本種が甲殻類を捕食するほか、成長すると小型の魚類も捕食することが記録されている。ソロモン諸島のラグーンでは、主に魚を捕食するが、まれに魚が捕食対象から外れることが知られている。本種の鰓篩が伸長し羽毛状になっていることから、本種はプランクトンを濾過摂食している可能性があると論じる研究者もいる。

## 人間との関係
ヒシカイワリは漁業においてそれほど重要な種ではなく、FAOは本種の漁獲量のデータをまとめていない。生息域の全域において、トロール漁など様々な漁法で漁獲される。本種はほとんどの地域では主に混獲によって漁獲され、インドやオーストラリア、ペルシャ湾でのエビ、魚を対象としたトロール漁業で本種が混獲された記録がある。漁獲量は多く、イランのBandar Charak近海で行われた調査では、本種のバイオマスはこの地域だけで652トンに達すると見積もられた。ルアーや餌釣りによって釣られることもあるが、釣りの対象魚としてはそれほど一般的ではない。UAEの遺跡では本種の骨が見つかっており、本種は有史以前から漁獲され人間に利用されていたとみられる。

## 同属種
ヒシカイワリ属 Ulua (Jordan & Snyder, 1908)には本種を含め2種のみがみとめられている。
Ulua aurochs (J. D. Ogilby, 1915) （Silvermouth trevally）
オーストラリア北部やニューギニア、フィリピン、中央太平洋の島々などに生息する。全長50cmに達する。